# Cucudeta
Cucudeta is een geslacht van spinnen uit de familie springspinnen (Salticidae).

## Soorten
De volgende soorten zijn bij het geslacht ingedeeld:
- Cucudeta gahavisuka Maddison, 2009
- Cucudeta uzet Maddison, 2009
- Cucudeta zabkai Maddison, 2009